# Кунінова
Куніно́ва — село в Україні, у Синельниківському районі Дніпропетровської області. Входить до складу Миколаївської сільської громади. Населення становить 72 особи. 

## Історія
До 2017 року орган місцевого самоврядування - Васильківська сільська рада.
12 червня 2020 року, відповідно до розпорядження Кабінету Міністрів України № 709-р від «Про визначення адміністративних центрів та затвердження територій територіальних громад Дніпропетровської області», увійшло до складу Миколаївської сільської громади.
19 липня 2020 року, в результаті адміністративно-територіальної реформи та ліквідації  Петропавлівського району, село увійшло до складу новоутвореного Синельниківського району.

## Географія
Село Кунінова знаходиться на відстані 0,5 км від села Сидоренко і за 1 км від селища Васильківське. Поруч проходить автомобільна дорога Т 0431.

## Населення

### Мова
Розподіл населення за рідною мовою за даними перепису 2001 року:
| Мова       | Кількість | Відсоток |
| ---------- | --------- | -------- |
| українська | 61        | 84.72%   |
| російська  | 11        | 15.28%   |
| Усього     | 72        | 100%     |